# Mussau
Mussau is een vulkanisch eiland in Papoea-Nieuw-Guinea. Het is 414 km² groot en het hoogste punt is 651 meter.
De volgende zoogdieren zijn nu bekend van het eiland (hoewel het waarschijnlijk is dat er ook nog andere inheemse zoogdieren zijn dan vleermuizen):
- Spilocuscus maculatus (geïntroduceerd)
- Polynesische rat (Rattus exulans) (geïntroduceerd)
- Dobsonia anderseni
- Macroglossus minimus
- Nyctimene albiventer
- Pteropus admiralitatum
- Rousettus amplexicaudatus
- Miniopterus propitristis